# Bindo Bonichi
Bindo Bonichi (Siena, 1260 – Siena, 3 gennaio 1337) è stato un religioso e poeta italiano.

## Biografia
Di famiglia nobile, sostenne a Siena la carica di Governatore. Da anziano divenne frate Oblato di Maria Vergine, collaborò alla stesura degli Statuti dell'Ordine di Santa Maria della Misericordia e si dedicò all'assistenza ai poveri e degli infermi.
Scrisse le Rime, dove traspare la sua morale filosofica. Il realismo del Bonichi ha come fine l'indirizzare i suoi concittadini al corretto comportamento e all'osservanza dei doveri verso lo stato e la moralità: ricercare le virtù, considerare la felicità come il frutto delle ricchezze, far prevalere la ragione sugli istinti.
Per questo Bindo Bonichi si allinea ai comici più per lo stile che per i contenuti. 
La vena satirica di Bonichi verrà evidenziata soprattutto nei sonetti più che nelle canzoni. Nei sonetti, infatti, con energia e tono aspro, criticò l'ignoranza dei ricchi, l'alterigia dei nobili, la prepotenza dei furbi, dando vita spesso a icastiche macchiette.
Bonichi risultò l'anticipatore di un altro illustre senese: Cecco Angiolieri.